# Теология посредничества

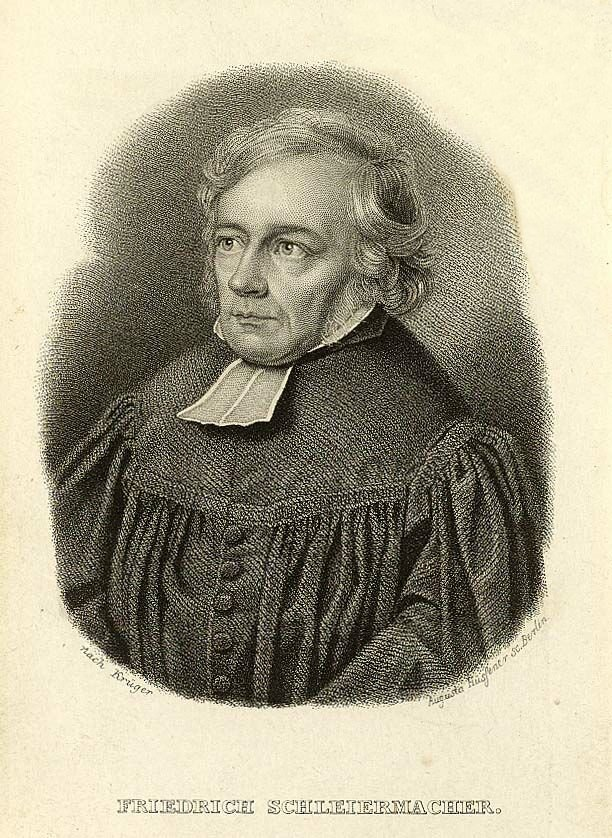
Фридрих Шлейермахер один из основоположников посредствующего богословия

Теоло́гия посре́дничества или Посре́дствующее богосло́вие (нем. Vermittlungstheologie) — течение в немецком протестантском богословии середины XIX века, стремившееся согласовать религиозную догматику с духом современной науки. Основателем посредствующего богословия был Шлейермахер. Появление этого течения связывают с возникновением в 1827 году журнала «Теологические исследования и критика» (нем. Theologischen Studien und Kritiken), объединившего духовных наследников Фридриха Даниэля Шлейермахера. Школа богословов посредствующего направления стояла в середине между церковным и рационалистическим богословием и старалась примирить церковность с рационализмом.

Крупнейшие представители теологии посредничества — Карл Иммануэль Нич, Исаак Август Дорнер. Богословами посредствующего направления являются Твестен, Войгт, Роте, Шенкель, Плитт, Мюллер, Кремер, Келер, Франк, Фридрих Нич, В. Шмидт, Эттинген, Люкке и другие.